# Осички
Осички — село в Руднянском районе Волгоградской области, административный центр Осичковского сельского поселения.
Основано в 1780-х годах
Население — 1181 (2010)

## История
В Историко-географическом словаре Саратовской губернии, составленном в 1898—1902 годах, значится как деревня Лемешкинской волости Камышинского уезда Саратовской губернии. Дата основания неизвестна. До 1861 года крестьяне были на барщине, по выходе из крепостной зависимости получили на 187 душ 841,5 десятину удобной и 74,5 десятин неудобной земли. В 1880 году открыта школа грамотности

С 1928 года — в составе Руднянского района Камышинского округа (округ упразднён в 1930 году) Нижне-Волжского края. С 1935 года в составе Лемешкинского района Сталинградского края (с 1936 года — Сталинградской области, с 1954 по 1957 год — район в составе Балашовской области). В 1959 году в связи с упразднением Лемешкинского района передано в состав Руднянского района

## Физико-географическая характеристика
Село находится в степной местности, в пределах Хопёрско-Бузулукской равнины, являющейся южным окончанием Окско-Донской низменности, являющейся частью Восточно-Европейской равнины, на правом берегу реки Щелкан. Рельеф местности холмисто-равнинный. Почвы — чернозёмы обыкновенные и чернозёмы южные. Высота центра населённого пункта — около 115 метров над уровнем моря. К западу от села высота местности постепенно повышается, достигая 160 и более метров над уровнем моря.
Через село проходит автодорога, связывающая село Лемешкино и посёлок Рудня. По автомобильным дорогам расстояние до областного центра города Волгограда составляет 320 км, до районного центра посёлка Рудня — 19 км.
Климат
Климат умеренный континентальный (согласно классификации климатов Кёппена — Dfb). Многолетняя норма осадков — 436 мм. Наибольшее количество осадков выпадает в июле — 51 мм, наименьшее в марте — 22 мм. Среднегодовая температура положительная и составляет + 6,2 °С, средняя температура самого холодного месяца января −10,2 °С, самого жаркого месяца июля +21,8 °С.
Часовой пояс
Осички, как и вся Волгоградская область, находится в часовой зоне МСК (московское время). Смещение применяемого времени относительно UTC составляет +3:00.

## Население
Динамика численности населения
| 1860 | 1886 | 1891 | 1894 | 1897 | 1911 | 1987 | 2002 |
| ---- | ---- | ---- | ---- | ---- | ---- | ---- | ---- |
| 409  | 675  | 710  | 705  | 701  | 856  | ≈560 | 585  |

| 2010 |
| ---- |
| 555  |